# Aquiles Serdán (község)
Aquiles Serdán község Mexikó Chihuahua államának középső részén. 2010-ben lakossága kb. 10 700 fő volt, ebből mintegy 7100-an laktak a községközpontban, Santa Eulaliában, a többi 3600 lakos a község területén található 12 kisebb településen élt. Nevét Aquiles Serdánról, a mexikói forradalom egyik első vértanújáról kapta 1932-ben.

## Fekvése
A község Chihuahua állam középső részén, a fővárostól, Chihuahuától néhány kilométerre keletre fekszik a Mapimí-medencében. Területét az északnyugat-délkeleti irányban húzódó Sierra Santo Domingo hegylánc gerince vágja ketté, ennek magassága meghaladja a 2200 métert, míg a mélyebben fekvő vidékek a tenger szintje felett alig több mint 1000 méterrel helyezkednek el. A kevés csapadék időbeli eloszlásának egyenetlensége miatt állandó vízfolyások nincsenek a területen, az időszakos patakok közül fontosabbak a Los Tamales, az El Terminal, a La Boquilla, a Llano el Mudo, az El Mudo, a Tinaja, a La Yegua, a Guadalupe, az Ibera és a Tres Hermanos. A község területének körülbelül ¼-ét rétek, legelők teszik ki, a többi rész majdnem teljes egészében száraz bozótos vidék. Növénytermesztésre mindössze 1,8%-ot hasznosítanak, a község keleti csücskében.

## Élővilág
Növényvilágát főként cserjék és lágyszárúak alkotják, valamint különféle kaktuszok, agávék, akáciák és a Pithecellobium dulce nevű tamarinduszfa (guamúchil). Állatai közül legjellemzőbbek a nyulak, mókusok, rókák, a prérifarkas, a vörös hiúz, a bűzösborzfélék, a mosómedve, a fehérfarkú szarvas és az örvös pekari.

## Népesség
A község lakóinak száma a közelmúltban igen gyorsan növekedett, a változásokat szemlélteti az alábbi táblázat:
| Év   | Lakosság |
| ---- | -------- |
| 1990 | 3916     |
| 1995 | 3742     |
| 2000 | 5327     |
| 2005 | 6212     |
| 2010 | 10 688   |

## Települései
A községben 2010-ben 13 lakott helyet tartottak nyilván, de közülük 8 településen 10-nél is kevesebben éltek. A jelentősebb helységek:
| Település                                                                                                  | Lakosság (2010) |
| --- | --------------- |
| Santa Eulalia (községközpont)                                                                              | 7135            |
| Centro de Readaptación Social (nem igazi település, a társadalomba való visszailleszkedést segítő intézet) | 2010            |
| San Guillermo (Santa Elena)                                                                                | 979             |
| Santo Domingo (Francisco Portillo)                                                                         | 399             |
| San Antonio el Grande                                                                                      | 133             |